# F3H (航空機)
F3H / F-3 デーモン
飛行するF3H-2N 136981号機
(第124戦闘飛行隊所属、1957年撮影)
- 用途：戦闘機
- 分類：艦上戦闘機
- 製造者：マクダネル・エアクラフト社
- 運用者： アメリカ海軍
- 初飛行：1951年8月7日
- 生産数：519機
- 運用開始：1956年3月7日
- 退役：1964年
- 運用状況：退役

F3H デーモン（McDonnell F3H Demon）は、アメリカ合衆国のマクダネル社が開発し、アメリカ海軍で運用された艦上ジェット戦闘機。
アメリカ海軍における艦上全天候戦闘機として、1950年代から1960年代にかけて運用された。
愛称の「デーモン (Demon)」は、悪魔の意である。1962年には改称によりF-3 デーモンとなった。

## 概要
ジェットエンジン単発の機体であり、主翼は低翼配置の後退翼である。主翼後縁の後退角は前縁に比べて小さく、またアスペクト比も小さく、クリップトデルタ翼の先駆と言える。エアインテイークは機体前部、コックピット脇にある。搭載スペースの乏しい航空母艦に搭載するため、他の艦載機同様、主翼外側は上方に折りたたむことができた。尾翼は排気口より後ろのブーム上に配置されている。
後のF4Hはこの機体の主要構成を受け継いでいる。しかし、初期には「醜いアヒルの子」とまで呼ばれたややスマートさに欠けるF4Hと異なり、機体が小柄な分、F3Hはチョウゲンボウなどの小型猛禽類を思わせる精悍なシルエットを持っていた。
武装は、20mm機関砲や爆弾・ロケットのほか、レーダー誘導のスパロー空対空ミサイルを搭載していた。
初期の機体で事故が相次いだため、F3Hには悪評がつきまとった。ただし、事故の原因は主に搭載していたJ40エンジンの不具合による物で、J71エンジンの換装後は安定した性能を発揮した。また、F3Hの経験は後の傑作機F-4 ファントムIIの基礎として生かされることとなった。亜音速機であった本機のおおまかな機体構成は後継の超音速戦闘機F-4 ファントムIIにも受け継がれ、大きな成功を収めている。F3H自身も500機以上が生産され、最大時には11個飛行隊がF3Hを装備した。

## 歴史

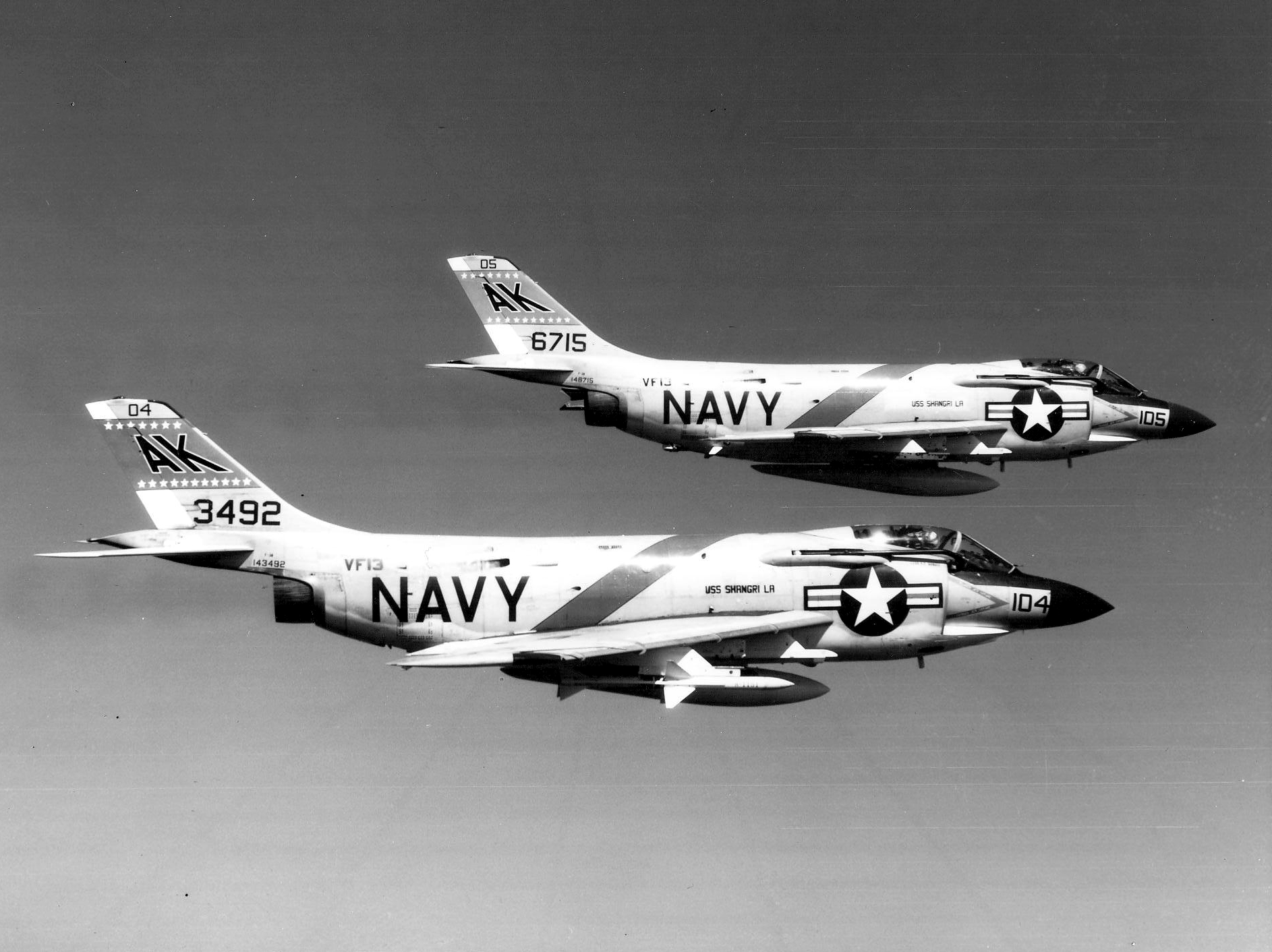
F-3B

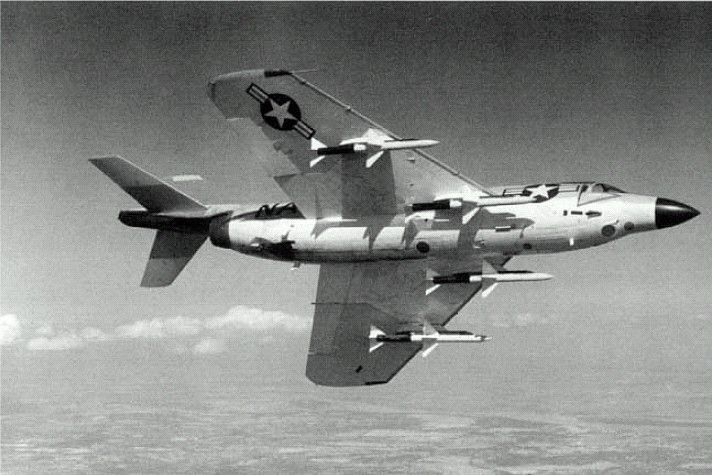
F3H-2

アメリカ海軍は、FHファントムを皮切りに艦上ジェット戦闘機の開発を続々と行い、F9Fパンサー（1948年初飛行）など、その性能は急速に向上していた。
アメリカ海軍は1948年5月21日に各メーカーに対し、ウェスティングハウス・エレクトリック社の新型高性能ジェットエンジンXJ40を用いた艦上防空戦闘機の提案要求を行った。これには6社が応じ、1948年12月にその中からマクドネル社のモデル58案（単発・後退翼）が採用された。1949年1月より開発が開始された。開発期間中の1950年に朝鮮戦争が勃発したこともあり、機体の目的は防空のみだけではなく、全天候能力や対地支援能力も付加されることとなった。
能力付加のほか、XJ40ジェットエンジンの開発が難航したため、開発は遅れ、試作機XF3H-1は1951年8月7日に初飛行している。量産型のF3H-1Nは1951年3月に発注され、1953年12月24日に初飛行している。
試作機3機と量産型のF3H-1Nの58号機まではJ40エンジンを搭載していたが、J40はエンジン推力が不足し、故障が頻発した。エンジントラブルにより、6機が失われ、J40も開発中止となったことから、量産機の59号機以降はJ71エンジンに変更されている。なお、59号機以降は名称がF3H-2Nに変わり、主翼も17%広いものに換装され、FCSもAPG-51に変更された。また、J40エンジン搭載のF3H-1Nは-2N仕様へ改修されたほか、改修されなかった機体は地上訓練機とされた。F3H-2Nは1956年より部隊配備が開始され、1957年7月より実戦航海に出ている。
FCSをAPG-51Bに変更したF3H-2Mも製造されており、F3H-2Nより全天候能力が向上し、スパローSARHミサイル運用能力も付与された。最終生産型はF3H-2であり、-2N型とほぼ同等であり爆装も考慮された。
F3Hは、1959年まで生産が続けられた。1964年には最後の配備飛行隊となったVF-161より退役した。なお、1962年の名称整理により、F-3に名称が変更されている。

## 各型
XF3H-1
試作機。3機製造。
F3H-1N
初期量産型。J40エンジン搭載。未配備。58機製造。
F3H-1P
偵察機型。計画のみ。
F-3C
J71エンジン搭載。142機製造。1962年以前はF3H-2Nと呼ばれていた。
MF-3B
FCSをAPG-51Bに変更。80機製造。旧称はF3H-2M。スパロー運用可。
F-3B
最終量産型。239機製造。旧称はF3H-2。スパロー運用可。
F3H-2P
偵察機型。計画のみ。
F3H-3
エンジンをJ73に強化。計画のみ。

## 諸元
F3H-2
- 全長：17.98m
- 全幅：10.76m
- 全高：4.44m
- エンジン：アリソンJ71 ターボジェットエンジン（推力 6,640kg）1基
- 乗員：1名
- 最大速度：1,152 km/h（海面高度）、1,041 km/h（3,000フィート）
- 武装
  - 固定武装：コルト Mk12 20mm機関砲 4門
  - ミサイルなど：空対空ミサイル 4発（スパローまたはサイドワインダー）、爆弾など

## 現存する機体
- 番号は、米海軍航空局番号(BuNo.)である。

| 型名   | 番号   | 機体写真 | 国名                    | 所有者                           | 公開状況 | 状態     | 備考  |
| ------ | ------ | -------- | ----------------------- | -------------------------------- | -------- | -------- | ----- |
| F3H-2M | 137078 |          | アメリカ フロリダ州     | 国立海軍航空博物館               | 公開     | 静態展示 | [ 2 ] |
| F3H-2N | 133566 |          | アメリカ ニューヨーク州 | イントレピッド海上航空宇宙博物館 | 公開     | 静態展示 | [ 4 ] |
| F3H-2N | 145221 |          | アメリカ アリゾナ州     | ピマ航空宇宙博物館               | 公開     | 静態展示 | [ 6 ] |